# نعمت أباد (علي أباد ملك)
نعمت أباد (بالفارسية: نعمت‌آباد) هي قرية تقع في إيران في قسم علي أباد ملك الريفي. يقدر عدد سكانها بـ 117 نسمة .